# Фридвулфа
Фридвулфа је измишљен лик из серије књига о Харију Потеру, британске списатељице Џ. К. Роулинг. Мајка је Pубеуса Хагрида. Она је џин,а била је удата за нормалца. Напустила је Хагрида и његовог оца.